# Vencedor
Vencedor är en ort i Mexiko.   Den ligger i kommunen Colipa och delstaten Veracruz, i den sydöstra delen av landet, 260 km öster om huvudstaden Mexico City. Vencedor ligger 287 meter över havet och antalet invånare är 184.
Terrängen runt Vencedor är huvudsakligen kuperad, men åt nordost är den platt. Terrängen runt Vencedor sluttar norrut. Runt Vencedor är det ganska tätbefolkat, med 100 invånare per kvadratkilometer. Närmaste större samhälle är Villa Emilio Carranza, 5,8 km nordost om Vencedor. I omgivningarna runt Vencedor växer huvudsakligen savannskog.